# نیک اسواردسون
نیک اسواردسون (به انگلیسی: Nick Swardson) (زاده ۹ اکتبر ۱۹۷۶) بازیگر، استندآپ کمدین، فیلمنامه‌نویس و تهیه‌کننده آمریکایی است. از فیلم‌هایی که او در آن بازی کرده‌است، می‌توان به تیغ شهرت و محرمانه مدرسه هنر اشاره کرد.

## فیلم شناسی

### سینما
| سال  | عنوان                              | نقش                 | توضیحات     |
| ---- | ---------------------------------- | ------------------- | ----------- |
| ۲۰۰۰ | تقریباً مشهور                       | Insane Bowie Fan    |             |
| ۲۰۰۱ | وقتی گریه می‌کنی زیبا می‌شوی         | Shaun               |             |
| ۲۰۰۳ | تحت‌تعقیب‌ترین‌های مالیبو             | Mocha               | Also writer |
| ۲۰۰۶ | پسر مادربزرگ                       | Jeff                | Also writer |
| ۲۰۰۶ | محرمانه مدرسه هنر                  | Matthew             |             |
| ۲۰۰۶ | نیمکت گرمکن‌ها                      | Howie Goodman       | Also writer |
| ۲۰۰۶ | کلیک (فیلم ۲۰۰۶)                   | بد بت اند بیاند Guy |             |
| ۲۰۰۷ | رنو ۹۱۱: میامی                     | Terry Bernadino     |             |
| ۲۰۰۷ | تیغ شهرت                           | Hector              |             |
| ۲۰۰۷ | اکنون شما را چاک و لری اعلام می‌کنم | Kevin McDonough     |             |
| ۲۰۰۸ | تو حریف زوهان نمی‌شی                | Michael             |             |
| ۲۰۰۸ | خانه خرگوشی                        | Photographer        |             |
| ۲۰۰۸ | تیزپا (فیلم ۲۰۰۸)                  | Blake               | Voice only  |
| ۲۰۰۸ | داستان‌های زمان خواب (فیلم ۲۰۰۸)    | Engineer            |             |
| ۲۰۱۱ | فقط باهاش کنار بیا                 | Eddie               |             |
| ۲۰۱۱ | باکی لارسون: ستاره مادرزاد         | Bucky Larson        | Also writer |
| ۲۰۱۱ | ۳۰ دقیقه یا کمتر (فیلم)            | Travis              |             |
| ۲۰۱۱ | جک و جیل                           | Todd                |             |
| ۲۰۱۲ | اون پسر منه                        | Kenny               |             |
| ۲۰۱۳ | خانه تسخیر شده (فیلم)              | Chip the Psychic    |             |
| ۲۰۱۳ | بزرگ‌شده‌ها ۲                        | Nick                |             |
| ۲۰۱۴ | آن روزها                           | Ron Freeman         |             |
| ۲۰۱۵ | پیکسل‌ها (فیلم ۲۰۱۵)                | Pac-Man Victim      | Uncredited  |
| ۲۰۱۵ | هتل ترانسیلوانیا ۲                 | Kelsey              | Voice only  |
| ۲۰۱۵ | Hell and Back                      | Remy                | Voice only  |
| ۲۰۱۵ | ۶ کله‌پوک                           | Nelly Patch         |             |
| ۲۰۱۶ | دو اور                             | Bob                 |             |
| ۲۰۱۷ | سندی وکسلر                         | Gary Rodgers        |             |
| ۲۰۱۹ | بادی گیمز (فیلم)                   | Bender              |             |
| ۲۰۱۹ | حالت هواپیما (فیلم ۲۰۱۹)           | Esteban             |             |
| ۲۰۲۰ | The Wrong Missy                    | Nate                |             |